# Багмут Йосип Адріанович
Йо́сип Адріа́нович Ба́гмут (нар. 4 (17) квітня 1905, с. Бабайківка Новомосковський повіт Катеринославська губернія — 26 серпня 1968, м. Боржомі, Грузія) — український мовознавець, перекладач. Кандидат філологічних наук (1953). Молодший брат Івана Багмута, батько Алли Багмут. Член СП УРСР (1951). Учасник 2-ї світової війни.

## Життєпис
Закінчив 1929 літературно-лінгвістичний факультет Харківського ІНО.
В 1924–1925 вчителював на Дніпропетровщині, 1929–1941 викладав у вузах Харкова, під час евакуації (у роки Німецько-радянської війни) вчителював у Казахстані, 1943–1945 служив у Радянській армії.
В 1945–1950 працював головним літературним редактором Держполітвидаву України.
В 1950–1955 був науковим співробітником, ученим секретарем Інституту мовознавства АН УРСР, 1955–1963 — завідувач сектору перекладу Інституту історії партії при ЦК КПУ, 1963–1968 — старший науковий співробітник Інституту мовознавства.
Після закінчення літературно-лінгвістичного факультету Харківського ІНО (1929) працював у Механіко-машинобудівному, Електротехніки, Інженерно-педагогічному та Всеукраїнському заочному індустріальному інститутах (до 1941, усі — в Харкові); 1945—1950 — головний літературний редактор Держполітвидаву УРСР; 1955—1963 — завідувач сектору перекладів українською мовою творів класиків марксизму-ленінізму Інституту історії партії при ЦК КПУ. 1950—1955, 1963—1968 працював в Інституті мовознавства АН УРСР: науковий співробітник, від 1951 — вчений секретар, від 1963 — старший науковий співробітник відділу теорії української мови і структурно-математичної лінгвістики. Праці Багмута присвячені українським і російським мовам, культурі мови, загальному мовознавству, становлення українсько суспільно-політичної лексики, мові й стилю перекладів художніх творів і громадсько-політичної літератури українською мовою. Працював у галузі лексикографії, редагував «Російсько-український словник» (Київ, 1956). У перекладах Багмута українською мовою вийшли «Російські казки» М. Горького (К., 1953), роман «Історія мого сучасника» В. Короленка (К., 1954), літературно-критичні, публіцистичні, окремі праці О. Герцена, В. Бєлінського, М. Добролюбова, М. Чернишевського та інші.

## Наукова діяльність
Праці присвячені питанням теорії та історії перекладу (монографія «Проблеми перекладу суспільно-політичної літератури українською мовою», 1968, та ін.), культури української мови, лексикографії, розвитку термінології, історії мовознавства тощо.
Перекладач з російської суспільно-політичної і художньої літератури, редактор низки мовознавчих видань («Російсько-український словник», 1956; «Російсько-український словник», т. 1—3, 1968).

## Праці
- Українська мова. Х., 1938;
- Русский язык. Х., 1949;
- Про культуру мови // Дніпро. 1955. № 5;
- Як підготувати доповідь. (Деякі поради доповідачам). К., 1956;
- Твори В. І. Леніна українською мовою. К., 1960 (співавт.);
- Твори В. І. Леніна на Україні. К., 1960 (співавт.);
- Видання творів К. Маркса і Ф. Енгельса на Україні: Бібліогр. покажч. Х., 1962 (співавт.);
- Українські народні прислів'я та приказки. Дожовтневий період. К., 1963 (співупор.);
- Проблеми перекладу суспільно-політичної літератури українською мовою. К., 1968;
- Рідне слово: Розвиток мови й мовознавства в УРСР. К., 1969 (співавт.).
- Українська мова. Вип. 1 : Лексика. Фонетика. Морфологія / під. ред. Й. А. Багмута ; Ком. у справах культ. освіти установ при Раді Міністрів УРСР, Ун-т на дому. — Київ: Рад. шк., 1949. — 160 с. [Архівовано 4 серпня 2020 у Wayback Machine.]